# Peplomyza discoidea
Peplomyza discoidea är en tvåvinge som beskrevs 1830 av Johann Wilhelm Meigen. Arten ingår i släktet Peplomyza och familjen lövflugor. Inga underarter finns listade i Catalogue of Life.
Arten förekommer främst i tempererade delar av Europa, Kaukasus och Turkiet. Den har även observerats i Ryssland och då särskilt i Volgaregionen. Arten är känd från flera Europeiska länder, däribland sydöstra Sverige, södra Finland, Frankrike, Tyskland, Schweiz, Tjeckien, Slovakien och Polen. Den är även funnen i södra Ukraina.
Artens livsmiljö är strandskogar och översvämningsskogar vid sötvatten.